# Villar (Bande)
Villar (llamada oficialmente San Pedro Fiz de Vilar) es una parroquia y un lugar español del municipio de Bande, en la provincia de Orense, Galicia.

## Toponimia
La parroquia también es conocida por el nombre de San Pedro Fiz de Villar.

## Organización territorial
La parroquia está formada por una entidad de población:
- Vilar

## Demografía
Gráfica demográfica del lugar de Vilar y de la parroquia de Villar según el INE español:
| Gráfica de evolución demográfica de Villar entre 2000 y 2021 |
|                                                              |
| Datos según el nomenclátor publicado por el INE.             |